# Harry Martinson
Harry Edmund Martinson (Jämshög, Blekinge, 6. svibnja 1904. – Stockholm, 11. veljače 1978.), švedski književnik.
Zajedno s Eyvindom Johnsonom dobio je Nobelovu nagradu za književnost 1974. godine.